# Amelinha
Amelinha, all'anagrafe Amélia Cláudia Garcia Collares (Fortaleza, 21 luglio 1950), è una cantante e compositrice brasiliana.

## Biografia
Amelinha ha iniziato la sua carriera negli anni '70, insieme ad altri cantanti del Ceará come Raimundo Fagner, Belchior, Ednardo. Ha lasciato la sua città natale nel 1970 per studiare scienze della comunicazione a San Paolo. 
Nei primi anni 70 è stata corista per Fagner e si è esibita in programmi televisivi. Nel 1975 ha preso parte alle tappe uruguayane del tour di Vinicius de Moraes e Toquinho.
Due anni dopo, Amelinha ha pubblicato finalmente un album, intitolato Flor da Landscape e prodotto da Fagner, per il quale è stata proclamata cantante rivelazione dell'anno in Brasile. Nel 1979 ha vinto un disco d'oro con l'uscita dell'LP Frevo Mulher. Ma è stato il 1980 l'anno della consacrazione di Amelinha a grande interprete della MPB, con la canzone Foi Deus que faz você, che ha raggiunto il primo posto nelle classifiche radio FM e AM con oltre un milione di copie vendute dopo aver vinto il Festival MPB .
Nel 1982 ha eseguito il brano scelto per l'apertura della miniserie Lampião e Maria Bonita, trasmessa su Rede Globo: Mulher nova, bonita e affettiosa. 
Nel 1983 ha inciso la fortunatissima canzone Romance da lua lua, traduzione in portoghese di un passo di Federico Garcia Lorca contenuto in Romancero Gitano. Il pezzo è stato incluso tra i brani ascoltabili nella telenovela Mamma Vittoria.
Nel 2011 ha pubblicato l'album Janelas do Brasil, con brani di Belchior, Zeca Baleiro, Ednardo, Fagner, Geraldo Espíndola, Alceu Valença e Marcelo Jeneci.
Nel 2012 Amelinha ha registrato il suo primo DVD insieme a Fagner, Zeca Baleiro e Toquinho.

## Vita privata
È stata sposata dal 1978 al 1983 con Zé Ramalho: dal matrimonio sono nati due figli.

## Discografia
- 1977 — Flor da paisagem
- 1978 — Frevo mulher
- 1980 — Porta secreta
- 1982 — Mulher nova, bonita e carinhosa faz o homem gemer sem sentir dor
- 1983 — Romance da lua, lua
- 1984 — Água e luz
- 1985 — Caminhos do Sol
- 1987 — Amelinha
- 1994 — Só forró
- 1996 — Fruta madura
- 1998 — Amelinha
- 2001 — Vento, forró e folia
- 2002 — Ednardo - Amelinha - Belchior - Pessoal do Ceará
- 2005 — Maxximum: Amelinha
- 2011 — Janelas do Brasil
- 2017 — De primeira grandeza: As canções de Belchior